# 1750年警員保障法令
《1750年警員保障法令》（英語：Constables Protection Act 1750；24 Geo. 2 c. 44）是大不列顛國會的一項法令，旨在保障警員及其他人員免於因執行太平紳士的命令而遭起訴。
根據《2003年法院法令》第31至33條，太平紳士自身免於因自己的作為而遭起訴，除非該項作為在其司法管轄權範圍之外，且是惡意作出兼且沒有合理及頗能成立的因由。